# Piri Reis
Ahmed Muhidin Piri, bolj znan kot Piri Reis (turško Piri Reis ali Hadži Ahmed Muhitin Piri Bej), je bil turški pomorščak, geograf in kartograf, * okoli 1465, Gallipoli, Osmansko cesarstvo, † 1553, Kairo, Osmansko cesarstvo.
Znan je predvsem po svojih zemljevidih, zbranih v Kitab-ı Bahriye (Knjiga o pomorstvu), ki vsebuje podrobne informacije o zgodnjih navigacijskih tehnikah, za svoj čas razmeroma natančne pomorske karte in opise pomembnih pristanišč in mest v Sredozemskem morju.
Kot kartograf je zaslovel, ko je bil leta 1929 v palači Topkapı v Istanbulu odkrit majhen del njegovega prvega zemljevida sveta iz leta 1513. Njegov zemljevid sveta je najstarejši znani osmanski atlas, ki prikazuje Novi svet, in eden najstarejših še obstoječih zemljevidov Amerike. Najstarejši znani ohranjeni zemljevid Amerike je zemljevid Juana de la Cosaina iz leta 1500.
Leta 1528 je Piri Reis narisal drugi zemljevid sveta, od katerega je ohranjen le majhen delček, ki prikazuje Grenlandijo in Severno Ameriko od Labradorja in Nove Fundlandije na severu do Floride, Kube, Hispaniole, Jamajke in delov Srednje Amerike na jugu. Iz njegovega spremnega besedila je razvidno, da je svoje zemljevide narisal s pomočjo približno 20 arabskih, španskih, portugalskih, kitajskih, indijskih in grških kart sveta, vključno z eno Krištofa Kolumba. 
Leta 1553 je bil v Kairu spoznan za krivega in obglavljen, ker je prekinil obleganje otoka Hormuz in zapustil floto, čeprav je bil razlog za to pomanjkanje vzdrževanja njegovih ladij.

## Življenje
Piri Reis se je imenoval Hadži Ahmed Muhitin Piri Bej. Naziv Reis v njegovem imenu je označeval poglavarja, starešino ali kapitana turške vojne ladje. Rojen je bil leta 1464 na Galipoliju, srcu tadanje turške mornarice, kjer je tudi odrasel. Njegova družina je dala Osmanskemu cesarstvu veliko izvrstnih pomorščakov, med njmi strica Kemala, s katerim je začel pluti leta 1481. Njegove prve plovbe so bile povezane z vojnami Osmanskega cesarstva s Francijo, Sardinijo, Sicilijo in Korziko. Leta 1487 je s stricem sodeloval v napadu na Malago. Na plovbah ob sredozemski obali in okoli sredozemskih otokov je skrbno risal zemljevide. Sodeloval je v evakuaciji granadskih muslimanov, Mariskov, ki so bežali pred špansko rekonkvisto. Preganjani so bili tudi Berberi in Judje.

## Vojak in kartograf
Piri Reis je uradno nastopil vojaško službo leta 1494 kot poveljnik vojne ladje v vojni med Osmanskim cesarstvom in Benetkami. Naslednje leto je sultan Bajazid II. imenoval njegovega strica Kemala za admirala. v stričevi floti je služil do njegove nenadne smrti na plovbi okoli Rodosa leta 1511. Pred tem se je udeležil prve in druge bitke pri Lepantu leta 1499 oziroma 1500. Po stričevi smrti se je Piri vrnil v rodni Galipoli, da bi delal na zemljevidih. Prvi zemljevid sveta je narisal leta 1512 in ga leta 1513 podaril sultanu Selimu I. Zapisal je, da je zemljevid izdelal po vzoru Kolumbovega. Leta 1516 se je vrnil v vojaško službo in leta 1517 sodeloval v odpravi proti Egiptu, kjer je kartografiral delto Nila.
Leta 1521 je začel urejati  Knjigo o pomorstvu (turško كتاب بحريه, Kitâb-ı Bahriye). V službi Ibrahim paše Pargalija med vladavino Sulejmana Veličastnega je sodeloval pri obleganju Rodosa, dotlej nepremagljive trdnjave malteških vitezov.  Za Rodosom so padli še Leros, Kos, Kalimna, Niziros, Telos, Limonia in Halke. Leta 1524 je poveljeval ladji, s katero je Pargali odplul v Aleksandrijo. Dve leti kasneje je Pargali posredoval pri predstavitvi Piri Reisove knjige pred sultanom Sulejmanom. Piri Reis je 130 opisom in zemljevidom iz leta 1521 za to priložnost dodal še 80, tako da je imela Knjiga o pomorstvu leta 1526 210 delov z zemljevidi Sredozemlja in celega sveta. Na pomoč mu je priskočil tedanji osmanski pesnik Muradi, zato je knjiga tudi umetniško delo.
Leta 1547 je bil Piri Reis na vrhuncu slave, saj je postal admiral (reis) osmanske flote v Indijskem oceanu s sedežem v Suezu. Osvojil je Aden, Muscat in Katar. Leta 1554 je bil v Kairu usmrčen kot žrtev spletk zaradi nepodpiranja politike takratnega guvernerja Egipta.
Nekateri viri omenjajo, da je govoril več jezikov, vključno z grškim, španskim, italijanskim in portugalskim.